# Мантейфель, Хассо Эккард фон
Хассо Эккард фон Мантейфель  (нем. Hasso-Eccard von Manteuffel; 14 января 1897, Потсдам — 24 сентября 1978, Райт-им-Альпбахталь) — немецкий военачальник времён Третьего рейха, генерал танковых войск вермахта. Кавалер Рыцарского креста с дубовыми листьями, мечами и бриллиантами.

## Биография

### Начало пути
Выходец из прусской ветви старинного немецкого баронского рода фон Мантейфель (другая ветвь этого рода до революции 1917 года проживала в России). Внук прусского фельдмаршала Эдвина фон Мантойфеля. Родился 14 января 1897 года в Потсдаме. Следуя семейной традиции, в 1908 году поступил в кадетский корпус в Наумбурге, а затем в военное училище в Берлине.

### Первая мировая война
Поступил на военную службу в феврале 1916 года фенрихом (кандидатом в офицеры) в 3-й гусарский полк, направлен на Западный фронт. В апреле 1916 года произведён в лейтенанты. В октябре 1916 года ранен шрапнелью. Награждён Железным крестом 2-й степени. В феврале 1917 года вернулся на службу, до конца войны служил в штабе 6-й пехотной дивизии. Награждён Железным крестом 1-й степени и ещё двумя орденами.

### Между мировыми войнами
В январе—мае 1919 года — в штабе фрайкора «фон Овен». С мая 1919 года — на службе в рейхсвере, в кавалерийских частях. С 1925 года — обер-лейтенант, с 1934 года — ротмистр.
С октября 1935 года — командир мотоциклетного батальона 2-й танковой дивизии. В 1936 году произведён в майоры, в штабе 2-й танковой дивизии. С февраля 1937 года — советник инспекции танковых войск Верховного командования сухопутных войск. В феврале 1939 года стал старшим преподавателем во 2-м училище танковых войск в Берлине. С апреля 1939 года — подполковник.

### Вторая мировая война
С мая 1941 года — командир батальона в 7-м стрелковом полку 7-й танковой дивизии. С 22 июня 1941 года — на Восточном фронте (группа армий «Центр»). В июле награждён планками к Железным крестам обеих степеней (повторное награждение). С августа — командир 6-го стрелкового полка 7-й танковой дивизии. 1 октября получил звание полковника. В конце ноября во главе «боевой группы Мантойфель» (Kampfgruppe Manteuffel) пробился на окраины Москвы, и оказался на расстоянии 50 км от столицы СССР. 31 декабря был награждён Рыцарским крестом.
В июне 1942 года 7-я танковая дивизия была отправлена на переформирование во Францию. В июле 1942 года полковник фон Мантойфель назначен командиром 7-й стрелковой бригады этой дивизии. Зимой 1942/43 года отбыл в Африку, где с 7 февраля по 31 марта 1943 года был командиром дивизии «фон Мантойфель», воевавшей в Тунисе. В конце апреля 1943 года отправлен в Германию на лечение. 1 мая 1943 года — генерал-майор. В мае-августе 1943 года — в отпуске по болезни.
С 20 августа 1943 года — командир 7-й танковой дивизии на Восточном фронте (группа армий «Юг», в районе Белгорода). Затем вёл оборонительные бои в районе Киева и Житомира. 23 ноября 1943 года награждён Дубовыми листьями (№ 332) к Рыцарскому кресту, 22 февраля 1944 года — награждён Мечами (№ 50) к Рыцарскому кресту с Дубовыми листьями.
С 1 февраля 1944 года — генерал-лейтенант, командир танковой дивизии «Великая Германия» (оборонительные бои на Украине, в Румынии, с августа 1944 года — в Литве).
С 1 сентября 1944 года — генерал танковых войск, с 10 сентября 1944 года — командующий 5-й танковой армией (на Западном фронте). С 16 декабря семь дивизий под его началом участвовали в Арденнском наступлении. После того как наступление захлебнулось, фон Мантойфель смог отразить контратаки генерала Паттона, и вывести своих подчинённых из окружения. За эти действия был награждён 18 февраля 1945 года Бриллиантами (№ 24) к Рыцарскому кресту с Дубовыми листьями и Мечами.
С 9 марта 1945 года — командующий 3-й танковой армией на Восточном фронте. Армия держала оборону на Одере, севернее Зееловских высот. После прорыва советских войск в конце апреля 1945 года Мантейфель отвёл свою армию на запад и сдался союзникам 3 мая 1945 года.

### После войны
Фон Мантейфель пробыл в плену до сентября 1947 года.
В 1953—1957 годах был депутатом бундестага от Свободной демократической партии. В этот период он выступил с предложением переименовать Вооружённые силы ФРГ в бундесвер.

## Карьера
- Фенрих (22 февраля 1916);
- Лейтенант (28 апреля 1916 года);
- Обер-лейтенант (1 апреля 1925 года);
- Ротмистр (1 апреля 1934 года);
- Майор (1 октября 1936 года);
- Подполковник (1 апреля 1939 года);
- Полковник (1 октября 1941 года);
- Генерал-майор (1 мая 1943 года);
- Генерал-лейтенант (1 февраля 1944 года);
- Генерал танковых войск (1 сентября 1944 года).

## Награды
- Крест Военных заслуг (Австро-Венгрия) 3-го класса
- Орден «За военные заслуги» (Бавария) 3-го класса
- Крест «За военные заслуги» 2-го класса (Брауншвейг)
- Железный крест
  - 2-й класс (13 октября 1916)
  - 1-й класс (2 мая 1917)
- Пряжка к Железному кресту (1939)
  - 2-го класса (22 июля 1941)
  - 1-го класса (1 августа 1941)
- Рыцарский крест Железного креста с дубовыми листьями, мечами и бриллиантами
  - Рыцарский крест (31 декабря 1941)
  - Дубовые листья (№ 332) (23 ноября 1943)
  - Мечи (№ 50) (22 февраля 1944)
  - Бриллианты (№ 24) (18 февраля 1945)
- Крест Военных заслуг 2-го класса
- Знак «За танковую атаку» 2-го класса в серебре
- Знак за ранение (1918) в черном
- Знак за ранение (1939) в серебре
- Манжетная лента «Африка»
- Медаль «За зимнюю кампанию на Востоке 1941/42»
- Упоминался в «Вермахтберихт» (8 октября 1943, 16 ноября 1943, 14 марта 1944, 8 мая 1944)